# Savigné-l’Évêque
Savigné-l’Évêque település Franciaországban, Sarthe megyében. Lakosainak száma 4042 fő (2022. január 1.). Savigné-l’Évêque Courcebœufs, Beaufay, Joué-l’Abbé, Neuville-sur-Sarthe, Saint-Corneille, Sargé-lès-le-Mans, Sillé-le-Philippe és Yvré-l’Évêque községekkel határos.

## Népesség
A település népessége az elmúlt években az alábbi módon változott:
| Lakosok száma | 4064 | 4018 | 4091 | 3998 | 4030 | 4064 | 4062 | 4054 | 4042 |
|               | 2013 | 2015 | 2016 | 2017 | 2018 | 2019 | 2020 | 2021 | 2022 |